# De president (film)
De president is een komische film van regisseur Erik de Bruyn, gebaseerd op het gelijknamige boek van Khalid Boudou. De film ging op 15 september 2011 in première. Rollen zijn weggelegd voor onder anderen Achmed Akkabi, Najib Amhali en Charlie Chan Dagelet.

## Verhaal
Vijf jaar na nu: er is onrust in Nederland, men heeft genoeg van al het eindeloze overleg en compromissen. De Nederlandse regering schaft de monarchie af en het land wordt een republiek. Het volk kiest de jonge illegale Marokkaanse asperge-steker Joes (Achmed Akkabi) als de eerste president van Nederland.

## Acteurs
- Achmed Akkabi als Joes
- Najib Amhali als Hamid
- Charlie Chan Dagelet als Mila
- Dirk Zeelenberg als Vlonder
- Rosa Reuten als Heesters
- Ton Kas als Aart
- Matthias Schoenaerts als Boyko
- Frank Lammers als Krasimir
- Gürkan Küçüksentürk als Bekir
- Ruben van der Meer als presentator